# Jean-François Lesueur
Pour les articles homonymes, voir Lesueur.
Jean-François Lesueur né au hameau du Plessiel à Drucat (Somme), le 15 février 1760 et mort à Paris le 6 octobre 1837 est un compositeur français.

## Biographie
Jean-François Lesueur serait issu d'une illustre et ancienne famille de Picardie. Il est également censé être un petit-neveu du célèbre peintre Eustache Lesueur (1617-1655). Son élève, le compositeur Hector Berlioz décrit « une ancienne famille du comté de Ponthieu, dont plusieurs membres ont rempli avec distinction divers emplois dans le militaire, la robe, le sacerdoce, les lettres et les arts ». Mais, selon René Tiron, son condisciple à la maîtrise de la cathédrale d'Amiens, il était né d'un « pauvre paysan ». Un Mémoire de 1802 indique de son côté que Lesueur était « né d'un simple cultivateur ».

### Formation
À partir de 1767 environ, le jeune garçon est d'abord membre du chœur d'enfants de l'église collégiale Saint-Vulfran, à Abbeville. Il est donc un des « enfants de chœur » formés pour chanter, outre certains versets liturgiques, la partie aiguë avec et dans le chœur d'adultes professionnels (à l'époque tous des hommes) attaché à cette église. Puis, en 1770, il est « enlevé » aux chanoines de Saint-Vulfran par son père, qui présente cet élève doué, à la voix magnifique, devant le chapitre canonial de la cathédrale d'Amiens, capitale de la Picardie. Dans ces deux écoles maîtrisiennes, il reçoit une formation vocale et musicale approfondie. Il est également formé au latin, à parts égales. Dans toutes les maîtrises de France (et d'Europe) l'ambition séculaire est de former des enfants afin qu'ils puissent devenir des musiciens professionnels et des compositeurs. Devenus adultes, la plupart d'entre eux exerceront en effet un métier musical, dans le domaine religieux aussi bien que profane.
Ensuite, d'octobre 1776 à juillet 1777, Lesueur poursuit des études au collège d'Amiens (les anciens collèges des Jésuites sont les ancêtres des lycées). Il y reçoit aussi un enseignement musical, proche de celui qu'il avait reçu dans les chapitres collégiaux, le théâtre scolaire en plus (théâtre avec chant, instruments et épisode de ballet).

### Maître de musique
En 1778, il est nommé maître de musique (c'est-à-dire maître de chapelle) de la cathédrale de Sées, en Normandie, puis vient à Paris pour se perfectionner dans l'harmonie auprès de l'abbé Nicolas Roze, maître de musique de l'église des Saints-Innocents et grand spécialiste de cette discipline (simple clerc, Roze pouvait donc être appelé abbé, mais n'a jamais été prêtre). Lesueur est nommé maître de musique à la cathédrale de Dijon (1779), puis du Mans (1782), puis à Saint-Martin de Tours (1783) avant de succéder à Nicolas Roze aux Saints-Innocents à Paris. En 1786, il est reçu après concours au poste de maître de musique (au XIXe siècle on appellera cette fonction « maître de chapelle ») de Notre-Dame de Paris.
Appelé lui aussi « abbé » (dès 1784 ou avant, 1783), Lesueur ne fut jamais prêtre, et, lorsque le chapitre de Notre-Dame de Paris le lui demanda, il refusa même de le devenir, étant donné « son aversion prononcée pour l'état ecclésiastique ». Ce refus entraîna une brouille entre le musicien et ses employeurs.
En 1786, pour la fête de l'Assomption (15 août), il a l'idée d'ajouter un orchestre important à sa musique et remporte un très grand succès. Il recommence pour les fêtes de Pâques, de la Pentecôte, et de Noël, attirant à chaque fois une telle foule qu'on ne tarde pas à appeler la cathédrale Notre-Dame l'« opéra des gueux », mais suscite la controverse dans le monde ecclésiastique et musical. Il réplique à la polémique dans une brochure intitulée Exposé d'une musique imitative et particulière à chaque solennité (1787). Le chapitre décide finalement de réduire le budget de la musique, ce qui contraint Lesueur à renoncer aux importantes masses orchestrales qu'il affectionne et l'amène à démissionner en 1788. À l'automne 1787, Lesueur est renvoyé, pour « absence et désertion » (formule très couramment sinon systématiquement employée, et qui signifie simplement qu'il est parti tenter sa chance ailleurs, les maîtres de musique menant assez fréquemment une carrière apparentée à un « tour de France », au moins au début). Il voyage à Londres puis, de la fin de 1788 jusqu'en 1790, loge chez Jean Bochart de Champigny, chanoine de Notre-Dame (mort le 9 juin 1790).
Lesueur revient à Paris en 1790, année où la Révolution supprime et disperse les chapitres ecclésiastiques (et donc renvoie leur personnel). Cette décision autoritaire avait entraîné une fin de carrière prématurée pour la presque totalité des musiciens d'église, dans toute la France. Ceux-ci représentaient la grande majorité des musiciens professionnels du royaume. Forcé de se reconvertir, Lesueur donne avec succès, trois opéras au théâtre Feydeau : La Caverne ou le Repentir (1793), Paul et Virginie ou le Triomphe de la vertu (1794), Télémaque dans l'île de Calypso ou le Triomphe de la sagesse (1796). La composition de La Caverne avait débuté pendant qu'il était retiré chez le chanoine Bochart, entre la fin de 1788 et 1790. La composition de Télémaque avait débuté bien plus tôt, dès 1784-1785, alors qu'il exerçait aux Saints-Innocents.

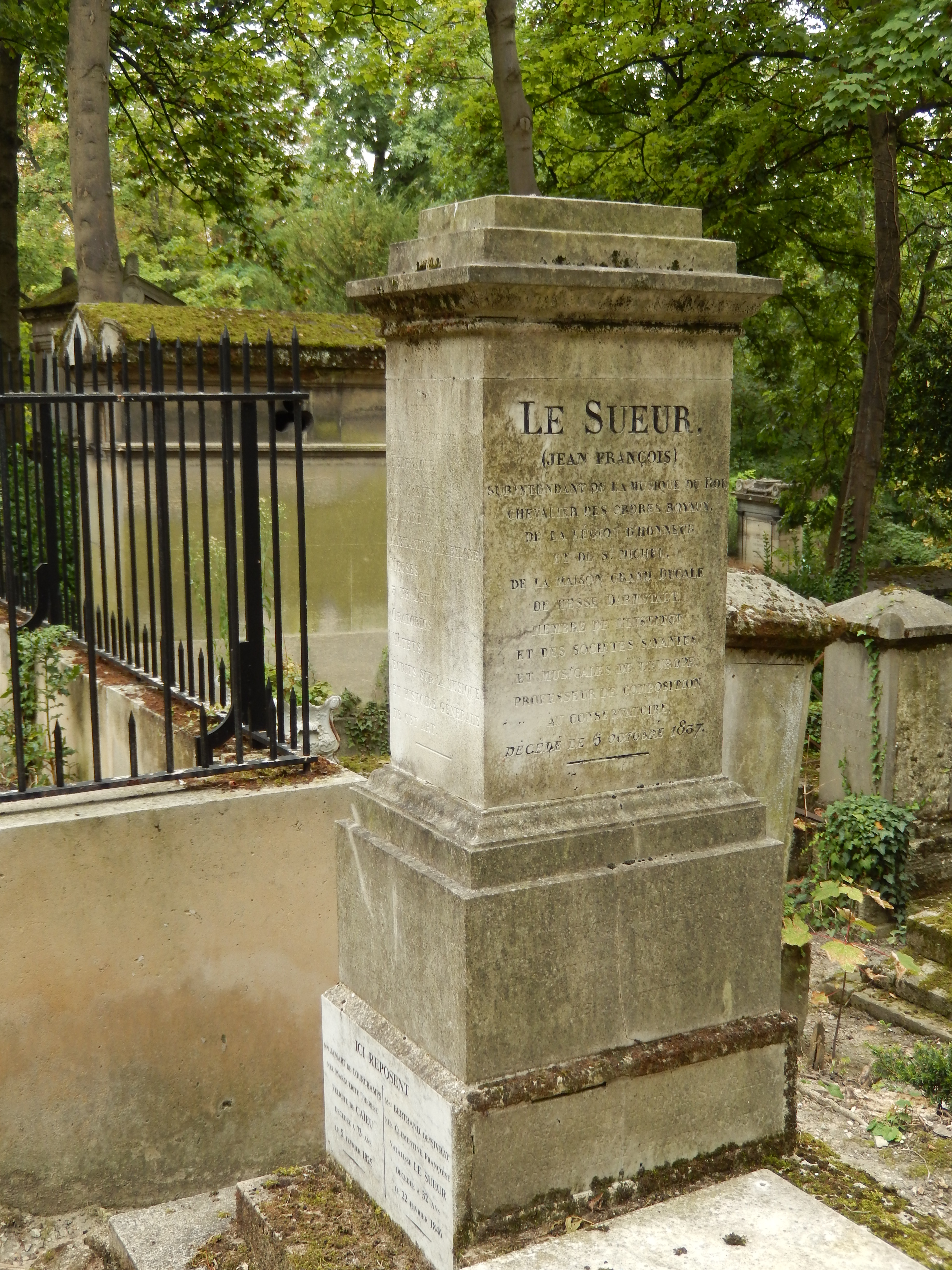
Tombe de Jean-François Le Sueur (orthographe originale), à Paris, au cimetière du Père-Lachaise (division 11).

Nommé professeur de l'école de la Garde nationale le 21 novembre 1793, il est élu, en 1795, membre de la Commission des études et nommé inspecteur au Conservatoire, nouvellement fondé par la Révolution. Avec Étienne Nicolas Méhul, Honoré Langlé, François-Joseph Gossec et Charles Simon Catel, il rédige les Principes élémentaires de la Musique et des Solfèges du Conservatoire. Ne parvenant pas à faire accepter ses opéras Ossian ou Les Bardes et La Mort d'Adam, auxquels l'Opéra préfère la Sémiramis de Catel, Lesueur publie un violent pamphlet, Projet d'un plan général de l'instruction musicale en France, dans lequel il attaque le Conservatoire, ses méthodes et son directeur. Cette charge lui vaut sa révocation le 23 septembre 1802.
Privé de ses appointements, Lesueur se trouve presque réduit à la misère lorsqu'en 1804, Bonaparte le nomme maître de la chapelle des Tuileries, en remplacement de Giovanni Paisiello. Temporairement différé par Nicolas Dalayrac dont Le Pavillon du Calife tombe, il donne alors son œuvre la plus célèbre, Ossian ou Les Bardes, qui remporte un immense succès à l'Opéra et devient l'opéra préféré de l'empereur, qui accorde au compositeur la croix de chevalier de la Légion d'honneur. Lesueur compose ensuite la Marche triomphale du sacre de Napoléon et, à cette occasion, dirige à Notre-Dame une messe de Paisiello et un Vivat de l'abbé Roze. En 1813, il est nommé membre de l'Académie des beaux-arts en remplacement d'André Grétry.
À la Restauration, il est nommé compositeur de la chapelle de la cour et chef d'orchestre de l'Opéra. Le 1er janvier 1818, il est chargé de la classe de composition au Conservatoire où il a comme élèves Hector Berlioz, Ambroise Thomas, Charles Gounod, Xavier Boisselot, Louis Désiré Besozzi et Antoine François Marmontel. En 1825, il est chargé d'organiser et de composer la musique pour le sacre de Charles X dans la cathédrale de Reims.
Une école publique de la ville d'Amiens porte son nom, elle est située rue Dupuis.

## Distinctions
- Chevalier de la Légion d'honneur (1804).

## Œuvres
Outre trois Messes pour chœur et orchestre, des oratorios, des motets, ainsi que des cantates et une vingtaine d'hymnes révolutionnaires ou d'œuvres de circonstance, Lesueur produisit un certain nombre d'ouvrages lyriques, pendant et après la Révolution. Dans ceux-ci, note Émile Vuillermoz, « Lesueur recherche des effets scéniques nouveaux, exige des décors compliqués, une figuration considérable, des accessoires saisissants, des animaux dressés, et dépense une érudition déconcertante dans le domaine de l'antiquité classique et dans celui d'un exotisme plus ou moins conjectural. Il est hanté par les présentations grandioses et les instrumentations exceptionnelles ». Il annonce ainsi, dans une forme encore classique, le grand opéra romantique, comme les essais d'exotisme des tragédies de Lemierre annoncent le drame romantique.
- La Caverne, drame lyrique en 3 actes, livret de Paul Dercy d'après l’Histoire de Gil Blas de Santillane d'Alain-René Lesage, représenté au Théâtre Feydeau le 16 février 1793 ;
- Paul et Virginie ou Le Triomphe de la vertu, drame lyrique en 3 actes, livret d'Alphonse du Congé Dubreuil d'après Jacques-Henri Bernardin de Saint-Pierre, représenté au Théâtre Feydeau le 2 nivôse de l’an II (13 janvier 1794) ;
- Télémaque dans l'île de Calypso ou Le Triomphe de la sagesse, livret de Paul Dercy, représenté au Théâtre Feydeau le 11 mai 1796 ;
- Ossian ou Les Bardes[14], opéra en 5 actes, livret de Paul Dercy et Jacques-Marie Deschamps, représenté à l'Académie impériale de musique le 10 juillet 1804 ; airs de danses, réduction pour piano par Théodore Salomé,  séquencé par Philippe Goninet.
- L'Inauguration du Temple de la Victoire, intermède, livret de Pierre Baour-Lormian, représenté à l'Opéra de Paris le 2 janvier 1807 ;
- Le Triomphe de Trajan, tragédie lyrique en 3 actes, livret de Joseph-Alphonse Esménard, représentée à l'Opéra de Paris le 23 octobre 1807 ;
- La Mort d'Adam et son apothéose, tragédie lyrique religieuse en 3 actes, livret de Nicolas-François Guillard d'après Friedrich Gottlieb Klopstock, représentée à l'Opéra de Paris le 21 mars 1809 ;
- Alexandre à Babylone, opéra en 3 actes, livret de Pierre Baour-Lormian, 1814-1825, non représenté.

## Esthétique
En 1910, Arthur Coquard, critique musical au Temps et compositeur lui-même, établit une comparaison entre la Symphonie pastorale de Beethoven et la musique imitative telle que Lesueur la conçoit : « […] ce qu'il [Beethoven] prétend c'est exprimer les sentiments de l'homme, c'est-à-dire ce qu'il a éprouvé à l'aspect de la nature. / Le Sueur procède tout autrement. Il affirme que l'objet de la musique c'est de peindre. Donc, l'artiste doit mettre dans sa musique "le plus possible de poésie et de peinture", car le but suprême c'est l'imitation. […]. Faut-il, d'un mot, montrer l'abîme où l'on aboutit fatalement, en suivant cette voie périlleuse qu'est l'imitation de la nature matérielle, la description des phénomènes physiques ? Rappelons le triomphe retentissant de la Tempête de Paul et Virginie (2 nivôse an II/13 janvier 1794), l'un des opéras jadis réputés de Le Sueur - cette symphonie descriptive où le compositeur avait mis toute sa science du pittoresque, tout l'éclat de sa palette orchestrale. Eh bien ! Cette fameuse tempête ferait sourire le public d'aujourd'hui […] ».